# Minuniță

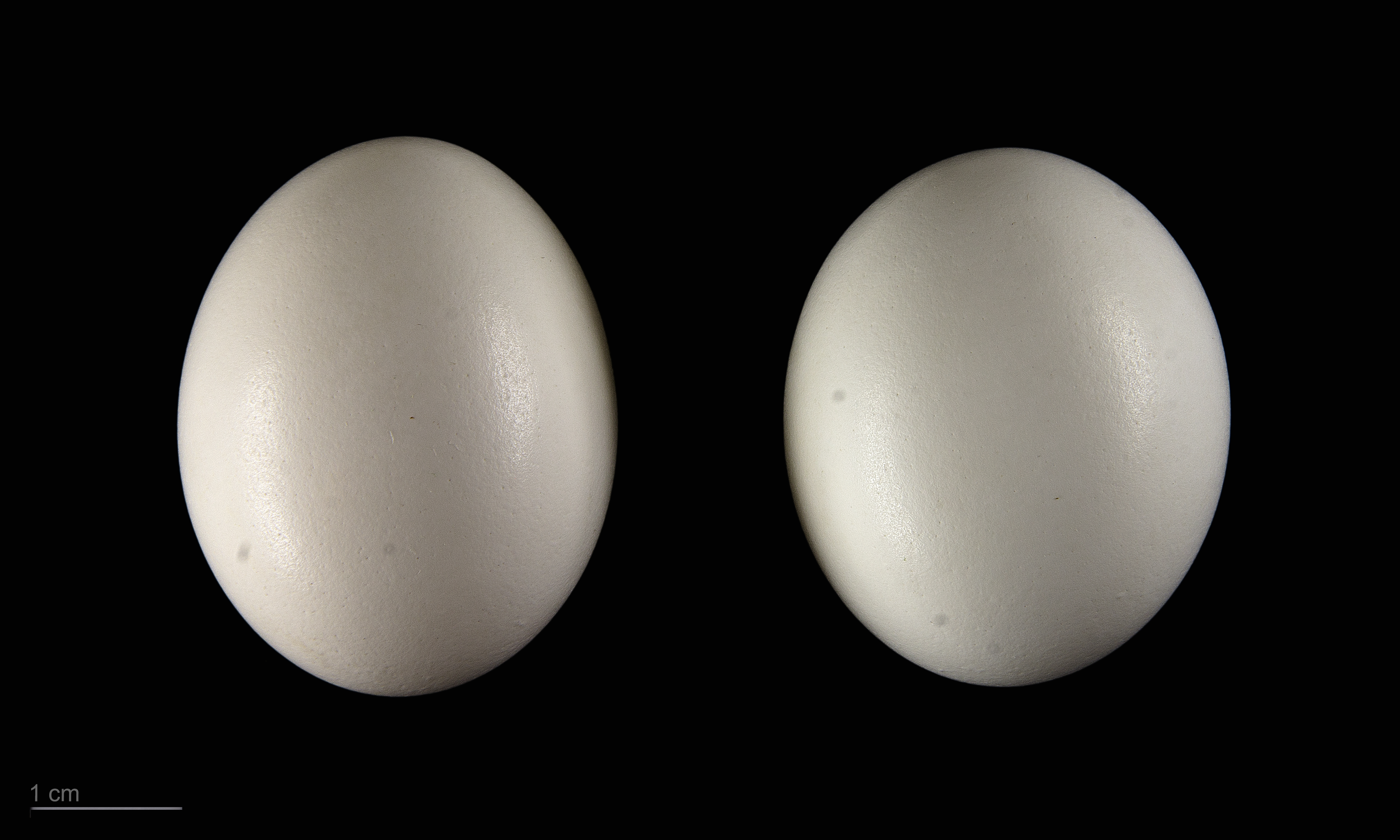
Aegolius funereus funereus - MHNT

Minunița (Aegolius funereus) este o bufniță de talie mică, asemănătoare cu cucuveaua, din familia strigide, ordinul strigiforme, răspândită în nordul Eurasiei și a Americii de Nord, unde trăiește în păduri de conifere, dar și în cele de amestec cu foioase, a căror altitudine variază între 400 și 2.000 m. Este o specie sedentară,  nemigratoare. În România este rară, populația fiind estimată între 600 și 1.000 de perechi cuibăritoare, și se întâlnește în pădurile de conifere din Carpați. Este puțin mai mare decât cucuveaua (Athene noctua) cu care se aseamănă. Lungimea corpului este de 21-28 de cm; femelă fiind mai mare decât masculul: mascul are o o greutate de 93-139 g, iar femela 132-215 g. Anvergura aripilor este  de 55-58 cm la mascul și 59-62 cm la femelă. Longevitatea maximă cunoscută în natură (după datele de inelare) este de 16 ani, dar trăiește în medie 3-11 ani. Pasăre adultă are partea superioară brună cu pete albe în formă de stropi, iar cea inferioară albă cu pete brune-deschis. Ochii galbeni cu pupile negre sunt mărginiți deasupra de două sprâncene albe care îi dau o expresie facială de mirare. Discul facial este alb cu o pată neagră în fața ochilor. Capul este mare cu puncte albe. Ciocul este galben. Picioarele și partea superioară a degetelor îmbrăcate cu pene albe. Pasăre tânără este colorată aproape uniform brun-cafeniu; numai remigele și rectricele cu pete albe dungate. Sexele nu se pot diferenția. Are o asimetria considerabilă în structura craniului păsării, un factor care îi permite să localizeze prada cu mare precizie. Încă de la la sfârșitul iernii, din februarie până în mai, masculul emite un cântec dulce repetitiv de chemare și teritorial "pupupupupupupu", care poate fi auzit la peste 3 km, în condiții prielnice, mai ales în toiul nopții. Masculul și femela scot, de asemenea, țipete scurte de alarmă sau de contact mai ascuțite "cuuiu", care pot fi auzite pe tot parcursul anului. Este o specie strict nocturnă. Duce o viață destul de ascunsă; numai strigătul ei caracteristic îi trădează prezența. Minunița este solitară și vânează în special noaptea, uneori și la răsăritul sau apusul soarelui, pândindu-și prada în așteptare pe crengi. Se hrănește în special cu mamifere mici (șoareci de pădure și chițcani), mai puțin cu păsări mici și insecte mai mari. Atinge maturitatea sexuală după primul an de viață. Cuibărește în scorburi, mai ales în cuiburi vechi de ciocănitori negre sau al altor ciocănitori mari, în crăpături de maluri etc.,  dar și în cuiburi artificiale. În martie-iunie, femela depune 3-6 ouă albe, pe care le clocește singură, circa 25-31 de zile; ea este hrănită în tot acest timp de către mascul. Uneori, în anii cu hrană abundentă, femela depune două ponte. Puii sunt nidicoli, la eclozare cântăresc  8-9 grame, ei devin zburători la 30-36 de zile, însă sunt îngrijiți de către părinți până la 4-6 săptămâni. Minunița este un răpitor folositor, deoarece consumă cantități mari de rozătoare dăunătoare. Sunt descrise 6 subspecii, în România se întâlnește subspecia Aegolius funereus funereus.

## Denumirea
Numiri românești: Minuniță, Cucuvaie încălțată, Cucuvaia Tengmalm, Cucumeagă încălțată. Denumirea de "minuniță" provine de la expresie facială de mirare a acestei bufnițe. Numele de Tengmalm vine de la naturalistul suedez Peter Gustaf Tengmalm (1754-1803), care a descris această specie.
Numele științific al genului provine din cuvântul latin aegolios (din greaca aigōlios) – bufniță sau bufniță țipătoare. Numele științific al speciei provine din cuvântul latin fūnereus – funeralii, cu referire la funeraliile oamenilor bolnavi, deoarece în superstițiile mai multor popoare strigătul bufnițelor prevestește moartea cuiva din casa pe care se așează.

## Date biometrice
Minunița este o bufniță mică, de talia unui mic porumbel domestic (Columba livia domestica), puțin mai mare decât cucuveaua  (Athene noctua). Femelele sunt puțin mai mari și au o greutate mai mare decât masculii.
Datele biometrice sunt prezentate pentru subspecie europeană Aegolius funereus funereus. Lungimea totală a corpului este de 23-26 cm. Lungimea aripilor: masculi 154-188 mm (la majoritatea circa 169 mm), femele 164-192 mm (la majoritatea circa 176 mm); lungimea cozii 75-114 mm (în medie 99,7 mm). Anvergura aripilor (distanță între vârfurile aripilor întinse) variază între 55-58 cm la mascul și 59-62 cm la femelă. Lungimea tarsului: 23-31 mm. Greutatea: masculi în timpul sezonului de reproducere 90-113 g (în medie 101,4 g), femele 126-194 g (în medie 166,8 g); puii imediat după eclozare 8 g.
Robert Ritter von Dombrowski prezintă următoarele date pentru 2 exemplarele din România:
| Sexul și etatea | Lungimea cm | Lungimea aripii cm | Lungimea cozii cm | Tarsul cm | Lungimea ciocului cm | Localitatea capturării | Timpul colectării |
| ♂ ad            | 24,7        | 17,5               | 11,8              | 2,3       | 1,5                  | Lungavița -Tulcea      | 10.IV.1897        |
| ♀ ad            | 25          | 18                 | 12,1              | 2,8       | 1,5                  | Tazlău -Neamț          | 30.XII.1901       |

Dionisie Linția dă următoarele dimensiuni: pentru o femelă, colectată la 31 decembrie 1904, lângă Padina Matei în Banat, păstrată în Muzeul Ornitologic din Timișoara: aripa 172 mm, coada 114 mm, tarsul 31,5 mm, ciocul 13,3 mm (de la orificiul nării); pentru un exemplar exemplar dintr-o colecție din Sighișoara, colectat la 20.1.1905 lângă Sighișoara: lungimea totală 240 mm; lungimea cozii 95 mm; lungimea aripii 165 mm; lungimea ciocului de la ceară (cu compasul) 145 mm.

## Dimorfismul sexual
Adulții de sexe diferite au o înfățișare similară, dar femelele au o greutate mai mare și sunt puțin mai mari, cea ce le permite să protejeze mai bine ponta de temperaturile nocturne mai scăzute.
Cu toate că masculii și femelele au un colorit similar, în multe cazuri culoarea discului facial poate indica sexul, fiind mai uniform ocru-albicioasă la femelă, iar la mascul colorată cenușiu spre marginea discului facial.

## Specii similare
Minunița se aseamănă prin talia sa mică și culoarea galbenă aurie a ochilor săi cu cucuveaua (Athene noctua). Se deosebește de acesta din urmă prin forma mult mai rotundă a capului și prin discul facial său mai mare. Cucuveaua are capul mai mic și plat, discul facial destul de mic și corpul acoperit cu pete și striații de culoare deschisă și închisă, degetele acoperite cu păr aspru, nu cu pene dese. În plus, cucuveaua nu se întâlnește în pădurile compacte.
Huhurezul mic (Strix aluco) și ciuful de padure (Asio otus) pot ocupa aceleași habitate forestiere; cu aceste specii, de talie mult mai mare, minunița nu poate fi confundată. Huhurezul mic este mult mai mare și are ochi mari, de culoare brun-închisă.
Alte specii similare sunt ciuvica (Glaucidium passerinum) care este mult mai mică, are discul facial mai puțin pronunțat și ochii galbeni, relativ mici. Ciușul (Otus scops) este mai mic, mai subțire, cu egrete distincte și erectile (care se pot ridica) și o culoare a penajului asemănătoare cu cea a cojii de copac. Bufnițele americane din genul Megascops sunt asemănătoare cu ciușul și au de asemenea egrete. Cucuveaua cu picioarele lungi (Athene cunicularia) din America are picioare lungi și degete fără pene; ea evită pădurea.

## Distribuția geografică
Minunița este o specie boreală, aparținând faunei sibero-canadiene. Cuibărește în Europa, Asia și America de Nord. Aria sa de distribuție mondială formează o centură mai mult sau mai puțin regulată de 2.000-3.000 kilometri lățime acoperind zonele forestiere reci din emisfera nordică.
Cele 6 subspecii sunt răspândite după cum urmează:
- Aegolius funereus funereus (Linnaeus, 1758) - subspecie europeană, răspândită în Europa din nordul Scandinaviei spre sud până în Pirinei și apoi la est spre Ural, cu excepția Caucazului.
- Aegolius funereus caucasicus (Buturlin, 1907) - subspecie caucaziană, răspândită în Caucaz; posibil și în nordul Turciei.
- Aegolius funereus pallens (Schalow, 1908) - subspecie  vest-siberiană, răspândită din vestul Siberiei spre Tian-Șan, în sudul Siberiei și nordul Mongoliei, la est în nord-estul Chinei (Heilongjiang) până în Orientul Îndepărtat rusesc (inclusiv Sahalin).
- Aegolius funereus magnus (Buturlin, 1907) -  subspecie est-siberiană de talie mai mare răspândită în nord-estul Siberiei de la Kolîma până la Kamceatka.
- Aegolius funereus beickianus Stresemann, 1928 - subspecie chinezo-indiană, răspândită în nord-vestul Indiei (Lahul, în nordul statului Himachal) și în nordul și centrul Chinei (în nord-estul provinciei Qinghai).
- Aegolius funereus richardsoni (Bonaparte, 1838) - subspecie nord-americană, răspândită în America de Nord din centrul Alaskăi și munților Stâncoși până în vestu SUA (la sud până în nordul statului New Mexico) și la est din Canada până la Labrador.

Distribuția subspeciei europene Aegolius funereus funereus conturează o bandă continuă din Scandinavia până în Rusia și o serie de petice care corespund principalelor zone montane întâlnite în Europa: Alpi, Carpați, Balcani, Pirinei, Jura etc. Distribuția sa europeană coincide aproximativ cu cea a molidului (Picea abies). Prezența speciei în cadrul ariei sale de distribuție rămâne totuși neuniformă și este supusă unor fluctuații anuale puternice: ea ia local forma de insulițe, cu o prezență de amploare variabilă, separate prin viduri mari.
În România preferă regiunile muntoase ale Carpaților, cu păduri de conifere.
Minunița este indigenă în Albania, Andorra, Armenia, Austria, Azerbaidjan, Bielorusia, Belgia, Bosnia și Herțegovina, Bulgaria, Canada, China, Croația, Republica Cehă, Danemarca, Elveția, Estonia, Finlanda, Franța, Georgia, Germania, Grecia, Italia, Japonia, Kazahstan, Kârgâzstan, Letonia, Liechtenstein, Lituania, Luxemburg, Macedonia, Mongolia, Muntenegru, Olanda, Norvegia, Polonia, România, Federația Rusă, Saint Pierre și Miquelon, Serbia, Slovacia, Slovenia, Spania, Statele Unite (Georgia), Suedia, Tadjikistan, Turcia, Ucraina. Apariții accidentale în Ungaria, India, Marea Britanie.

## Legături externe

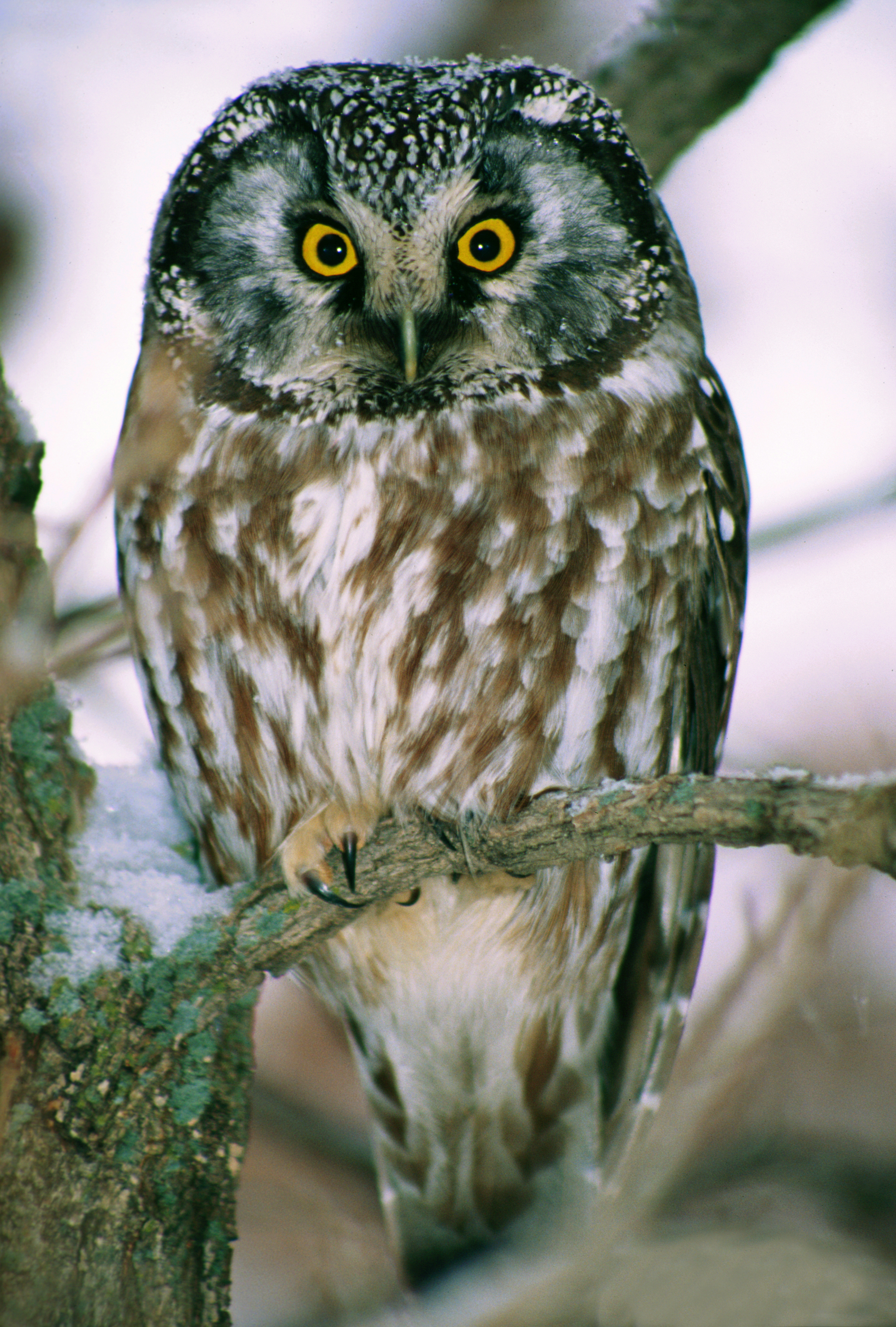

## Subspecii și variații geografice
Specia Aegolius funereus funereus este supusă variațiilor geografice. Ea devine din ce în ce mai deschisă și cenușie la culoare de la vest spre est. Studiul populației din extremitatea vestică a Eurasiei (izolată în munții Pirinei) nu a evidențiat nicio diferență în structura genetică față de populația din nordul Europei (Fennoscandia).
Au fost descrise mai multe subspecii: funereus, caucasicus, beickianus, pallens, sibiricus, magnus, jakutorum, richardsoni. În prezent sunt recunoscute șase subspecii.
Subspecia nominată Aegolius funereus funereus și subspecia Aegolius funereus pallens se intergradează în vestul Asiei. Subspeciile Aegolius funereus pallens și Aegolius funereus magnus se intergradează în zona Yakutsk din estul Rusiei, unde populația este uneori separată ca o subspecia Aegolius funereus jakutorum. Subspecia Aegolius funereus beickianus este uneori sinonimizată cu Aegolius funereus caucasicus. Subspecia Aegolius funereus sibiricus, din centrul Siberiei până în Sahalin și nord-estul Chinei este inclusa in Aegolius funereus pallens, dar poate fi considerată ca o subspecie separată. Subspecia Athene brama poikila descrisă în provincia Sichuan este probabil subspecia Aegolius funereus beickianus.
Cele șase subspecii sunt:
- Aegolius funereus funereus (Linnaeus, 1758) - subspecie nominată europeană, răspândită în Europa, din nordul Scandinaviei spre sud până în Pirinei, inclusiv de ex. Munții Harz, Lüneburger Heide, munții din Belgia și Franța, Schwarzwald (Pădurea Neagră), Jura, Pădurea Boemiei, Alpi, Munții Balcani, spre est până în Grecia, Carpați și din republicile baltice până în Ural la nord de Marea Caspică, cu excepția Caucazului. Anvergura aripilor: masculi 162-176 mm, femele 164-182 mm; lungimea cozii: masculii 89-102 mm, femele 95-114 mm. Greutatea 98-215 g.
- Aegolius funereus caucasicus (Buturlin, 1907) - subspecie caucaziană, răspândită în Caucaz, la sud până în Transcaucazia, Crimeea, posibil și în nordul Turciei. Mai mică și mai întunecată decât subspecia nominată. Anvergura aripilor 151-166 mm, lungimea cozii 75-92 mm. Include subspecia Aegolius funereus beickianus ca sinonim.
- Aegolius funereus beickianus Stresemann, 1928 - subspecie chinezo-indiană, răspândită în nord-vestul Himalaiei, nord-vestul Indiei (Lahul, în nordul statului Himachal) și în Munții din vestul, nordul și centrul Chinei (în nord-estul provinciei Qinghai). Este asemănătoare cu subspecia Aegolius funereus caucasicus, iar unii autori (Claus König,  Friedhelm Weick) o includ în această subspecie.[15]
- Aegolius funereus pallens (Schalow, 1908) - subspecie vest-siberiană, răspândită în Vestul Siberiei, Tian-Șan, sudul Siberiei, spre sud din Nordul Mongoliei până în nord-estul Chinei (Heilongjiang) și estul Rusiei (Orientul Îndepărtat rusesc, inclusiv Sahalin). Anvergura aripilor: masculi 162-179 mm, femele 164-182 mm. Include subspecia Aegolius funereus sibiricus ca sinonim.
- Aegolius funereus magnus (Buturlin, 1907) -  subspecie est-siberiană de talie mai mare răspândită în nord-estul Siberiei, de la Kolîma până la Kamceatka. Mai deschis la culoare,  fiind mai cenușie și mai brună decât Aegolius funereus funereus, cu pete albe abundente; petele negre pe părțile inferioare sunt destul de slab pronunțate. Mai mare decât subspecia nominată. Anvergura aripilor: masculi 172-188 mm, femele 180-192 mm. Greutatea unui specimen de 109 g. În această subspecie este inclusă subspecie Aegolius funereus jakutorum ca sinonim.
- Aegolius funereus richardsoni (Bonaparte, 1838)  - subspecie nord-americană, răspândită în America de Nord din centrul Alaskăi și munților Stâncoși până la vestul SUA, la sud până în nordul statului New Mexico, la est până la Marile Lacuri, estul Canadei, New Brunswick și Labrador. Este mai mare, mai închisă la culoare și mai intens împestrițată decât subspecia Aegolius funereus funereus. Anvergura aripilor: masculi 163-172 mm, femele 172-189 mm; lungimea cozii 96-107mm. Greutatea: masculi 93-139 g, femele132-215 g.

## Habitatul

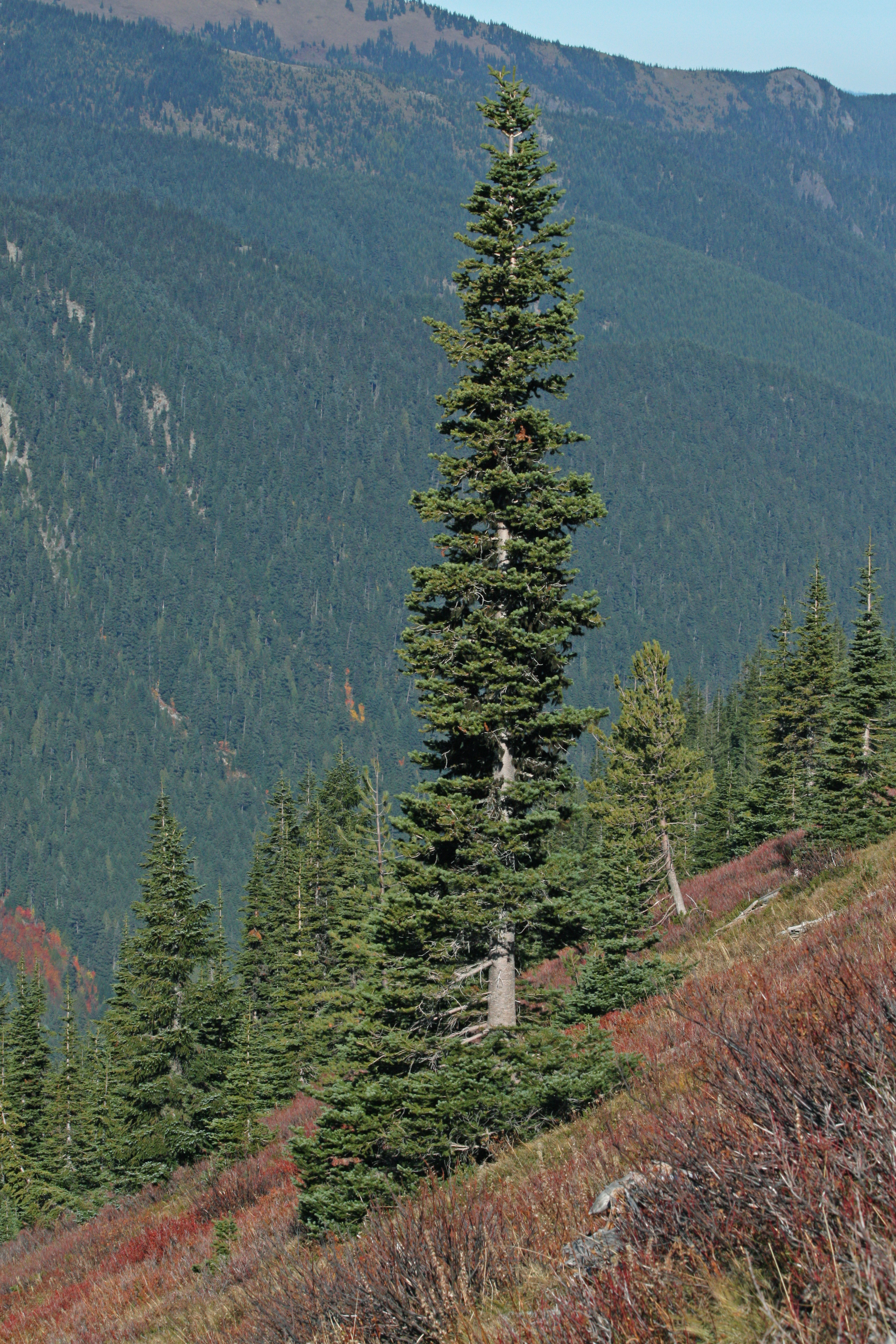
Habitatul tipic al minuniței - pădurile montane de conifere

Minunița trăiește în special în pădurile muntoase de conifere, cu arbori bătrâni și cu câțiva arbori foioși împrăștiați sau grupați; în nord și în regiunile de câmpie. În unele locuri, se întâlnește în păduri de foioase cu fag (Fagus sylvatica), mesteacăn (Betula spp.) și stejar (Quercus spp.), numai dacă acestea conțin cuiburi vechi de ciocănitoare. În nordul Europei și în Siberia se găsește în păduri întinse de molid (Picea) și chiar de mesteacăn în regiunile de câmpie. În America de Nord trăiește în habitate similare și mai ales în pădurile de conifere din Munții Stâncoși.
Un element foarte important este prezența scorburilor potrivite pentru cuiburi, în special ale cuiburilor de ciocănitoare. În Europa minunița, în mod normal, împărtășește habitatul cu ciocănitoare neagră (Dryocopus martius), iar în America de Nord cu ciocănitoarea neagră americană (Dryocopus pileatus). Ea acceptă adesea și cuiburile artificiale și poate așadar să cuibărească și în alte tipuri de păduri, mai ales în plantațiile uniforme de molid.
Habitatul tipic este reprezentat în mod obișnuit de păduri destul de mari (mai ales de conifere) cu arbori bătrâni, cu luminișuri și grupuri de conifere tinere (de exemplu, pepiniere de arbori), cu sol adesea umed și parțial acoperit cu mușchi. Uneori este găsită în pădurile mai tinere în care au rămas unii arbori bătrân cu cuiburi de ciocănitoare, în special fag sau pin, care se înălța cu mult deasupra pădurii.

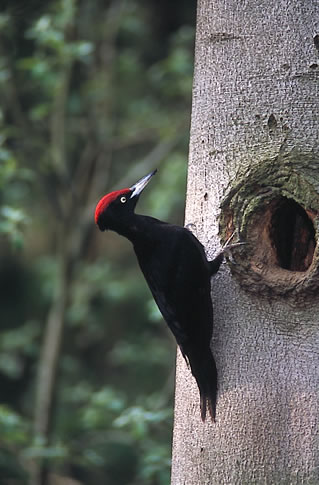
Cuiburile părăsite de ciocănitoare neagră sunt adesea alese în Europa de minuniță pentru depunerea ouălor și creșterea puilor.

În Europa Centrală, minunița colonizează mai ales pădurile mixte, unde foioasele și coniferele se amestecă în proporții diferite. În unele părți ale Munților Jura din sud-vestul Germaniei, trăiește în păduri de fag cu grupuri de molid și luminișuri în apropiere. Astfel de păduri, cu subarboret rar sau mic și cu fagi bătrâni, înalți și subțiri, cu coronament de frunze dens, au o mediu ca cea dintr-o  "catedrală", propice acestei bufnițe. Pădurile bătrâne de conifere cu molid (Picea abies), brad (Abies alba) și pin (Pinus sylvestris) au  destul de des o mediu similar (de exemplu, în Pădurea Neagră din sud-vestul Germaniei).
În Franța, ea populează masivele păduroase de altitudine rășinoase (de conifere), pădurile mixte montane de altitudine medie, dar și plantațiile de foioase de podiș sau de câmpie. Grupările forestiere astfel frecventate de minuniță sunt variate: pădurile de altitudine de zadă și de pin în zonele mai sudice; molidiș și făget-brădet, grupări caracteristice etajului montan; diverse făgete din etajului colinar, făget cu colțișor (Cardamine) sau făget cu rogoz, iar la altitudini mai mici stejăriș-făget. Sunt preferate formațiunile bătrâne bogate în scorburi.
Prezența minuniței este influențată de mai mulți factori: prezența arboretului des, al cărui arbori sunt folosiți ca locuri de odihnă în timpul zilei; existența subarboretului rar sau a luminișurilor care servesc ca teritoriu de vânătoare; în fine, prezența scorburilor naturale sau a cuiburilor părăsite de ciocănitoare neagră (Dryocopus martius), propice pentru cuibărit. Minunița este așadar legată de pădurile bătrâne și, în mod indirect, de prezența ciocănitoarei negre.

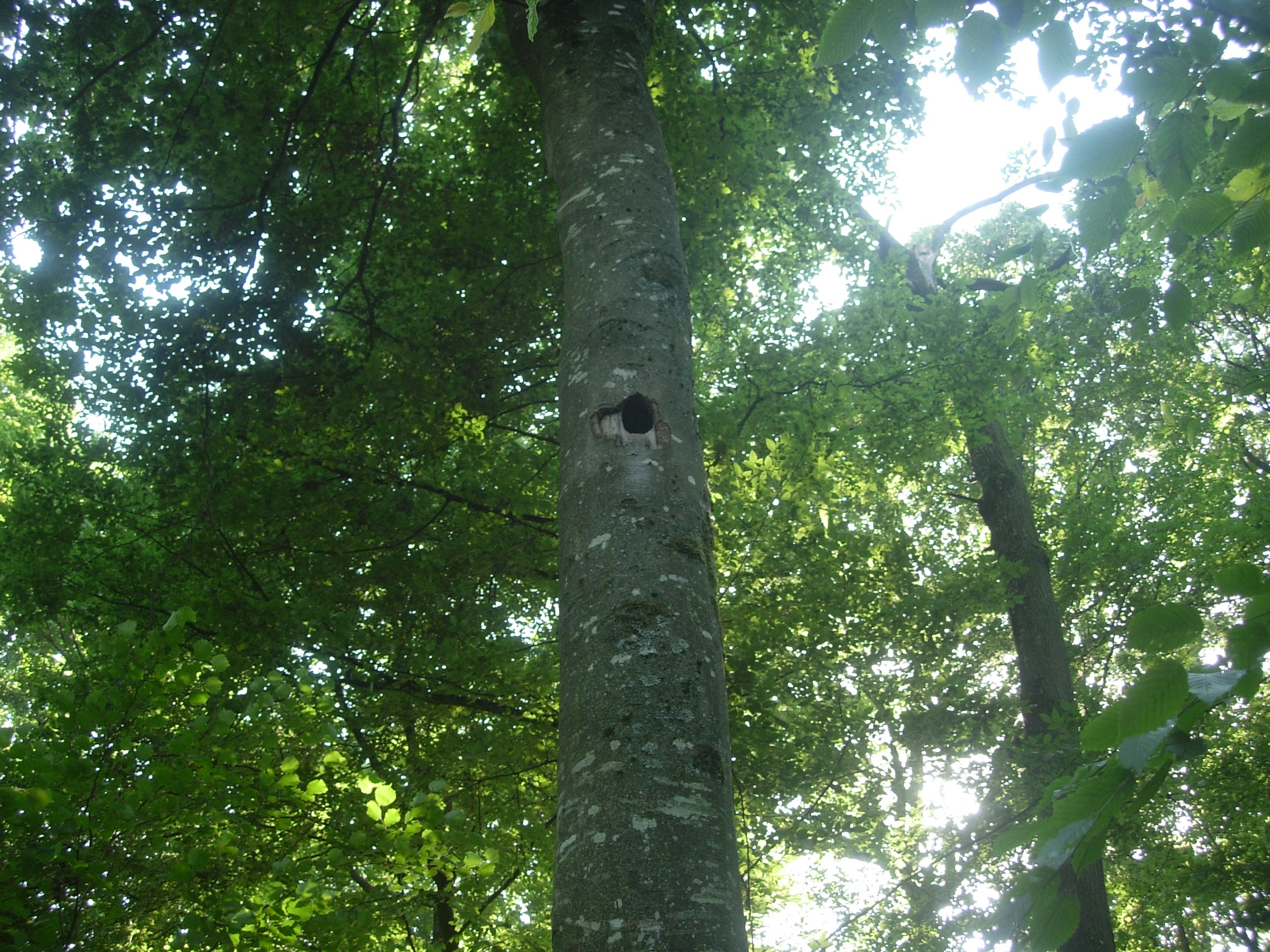
Un habitat al minuniței - un fag cu cuib de ciocănitoare neagră în Franța.

În lanțul muntos Jura, Patthey a arătat calitatea particulară a făgetului de altitudine pentru minuniță, care este un habitat forestier deosebit de favorabil pentru șoarecele gulerat (Apodemus flavicollis), specie care ocupă un loc important în hrana minuniței.
Minunița se întâlnește de la câmpii până în vârfurile munților, local în văi împădurite. În centrul și sudul Germaniei se întâlnește până la 1200 m, în Alpi și în Asia până la circa 2000 m, posibil în unele locuri la altitudini și mai mari, în Munții Stâncoși din America până la circa 3000 m. În Franța minunița ocupă altitudini ce pot varia de la 250 m în platoul Lorraine până la peste 2000 de metri în Alpi (2300 m în masivul Ecrins). În locurile unde populația huhurezului mic (Strix aluco) este mare, minuniță are puține șanse de supraviețuire; aria sa de răspândire altitudinală spre regiunile mai joase este, prin urmare, adesea limitată de prezența huhurezului mic, care este mai puțin rezistent la frig și zăpadă.
În România preferă regiunile muntoase ale Carpaților, cu păduri de conifere, de unde numai în ierni mai aspre coboară la vale și în pădurile amestecate, uneori chiar și în cătunele sau satele mai mici, situate între păduri.

## Video
- La chouette de Tengmalm (Un collier de perles aux yeux d’or). Vimeo
- Boreal Owl - Visitor From The North. YouTube
- Boreal Owl. Female. Сыч мохноногий. Aegolius funereus. YouTube
- La chouette de Tengmalm et ses savants suédois
- Włochatka / Aegolius funereus / Tengmalm's Owl HD.  YouTube
- Tengmalm's owl (Pärluggla, Aegolius funereus) 2160p. YouTube
- Boreal Owl Hunting in Daylight. YouTube
- La chouette de Tengmalm. YouTube
- La chouette de Tengmalm à Millevaches